# スコペッロ
スコペッロ（伊: Scopello）は、イタリア共和国ピエモンテ州ヴェルチェッリ県にある、人口約400人の基礎自治体（コムーネ）。

## 地理

### 位置・広がり
| 隣接するコムーネは以下の通り。括弧内のBIはビエッラ県所属を示す。 - ボッチョレート - カンペルトーニョ - カプリーレ (BI) - クレヴァクオーレ (BI) - グアルダボゾーネ - ペッティネンゴ (BI) - ピーラ - ピオーデ - スコーパ - ヴァルディラーナ (トリヴェーロ) (BI) - ヴァッレ・サン・ニコラーオ (BI) |

## 行政

### 分離集落
スコペッロには、以下の分離集落（フラツィオーネ）がある。
- Casa Pareti, Chioso, Frasso, Ordarino, Rua